# Population
Pour les articles homonymes, voir Population (homonymie).

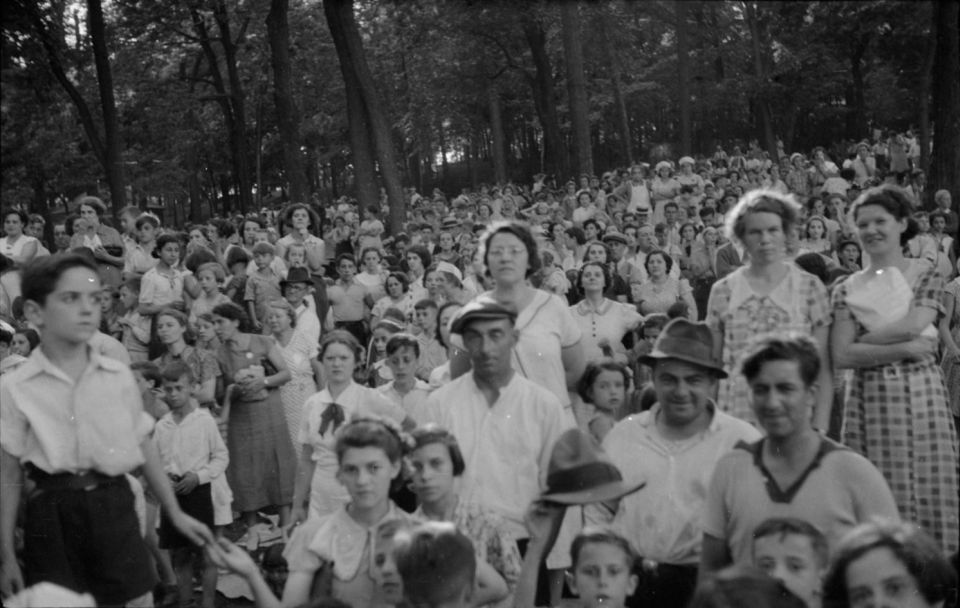
Rassemblement de population au Canada en 1937

Une population est un ensemble d'individus ou d'éléments partageant une ou plusieurs caractéristiques qui servent à les regrouper. On parle ainsi de population humaine, statistique, biologique, civile, voire tout simplement de « gens ».

## Définition et historique d'une population
- Une population est constituée d'individus de la même espèce formant un groupe suffisamment distinct du reste de l'espèce pour être considéré à part. Cette distinction peut être évaluée principalement par des approches génétiques (fréquences alléliques différentes) ou démographiques (dynamique du groupe dépendant des fréquences de naissance et de mort au sein du groupe).
- Hasard et sélection naturelle agissent simultanément sur la transformation des populations. Ce sont deux mécanismes à l'origine des modifications de la diversité génétique et phénotypique au cours des générations. On appelle évolution biologique ces modifications des populations.

## Statistique
En statistique descriptive, une population est un ensemble fini d'objets (les individus ou unités statistiques) sur lesquels une étude se porte et dont les éléments répondent à une ou plusieurs caractéristiques communes. On peut ainsi parler d'une population d'écrous produits dans une usine.

## Astronomie

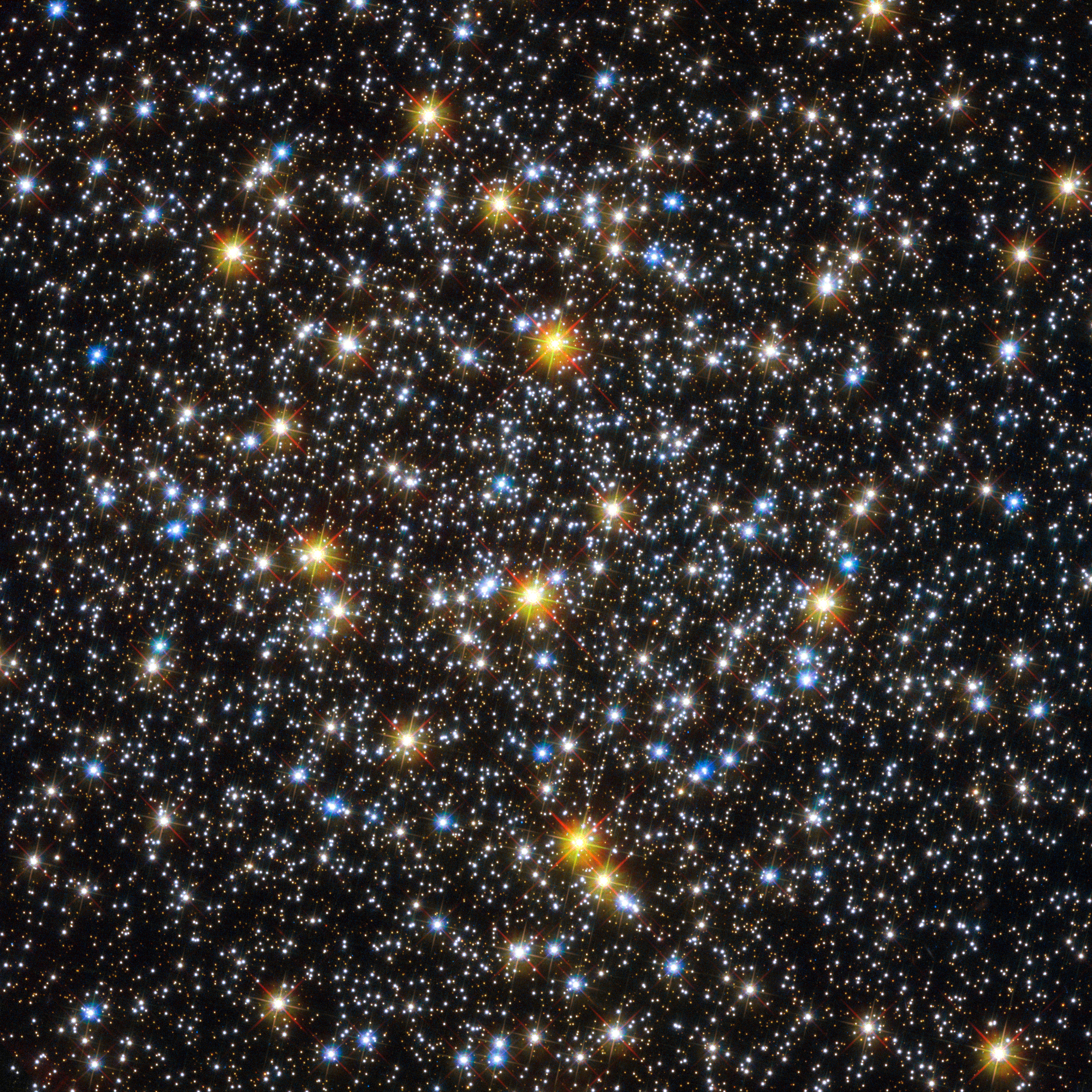
Population stellaire

En astronomie, la population stellaire réfère à la classification des étoiles en fonction de leur composition chimique.

## Écologie
En écologie, une population désigne un ensemble d'individus d'une même espèce vivante se perpétuant dans un territoire donné. La discipline scientifique qui en fait l'étude est la biologie des populations, un champ d'étude qui participe à la fois de l'écologie, de la génétique des populations et de la biologie de l'évolution. Comme synonyme de démographie, le terme population désigne aussi la mesure du nombre d'individus constituant le groupe considéré : une espèce est ainsi dite menacée lorsque sa population diminue fortement.

### Population d'êtres vivants
La description des populations peut se faire :
- à l’aide de variables dites descripteurs, concernant la taille, l’âge, le taux de natalité, le rapport des sexes ;
- par la génétique (estimation de la fréquence des gènes) ;
- par la dynamique (natalité, mortalité, déclin).

On attribue, à une portion de territoire, une capacité d’accueil (capacité porteuse) qui limite la croissance de la population. Certains observateurs des sociétés humaines estiment que la notion de capacité d’accueil doit être appliquée également aux populations humaines, et qu’une croissance incontrôlée de la population humaine pourrait entraîner une catastrophe malthusienne. D’autres spécialistes s’opposent catégoriquement à cette thèse.

### Populations humaines
Les populations humaines désignent les groupes humains définis selon des critères variables pouvant reposer sur l'entité politique du territoire qu'ils occupent (on parle ainsi de la population d'un État), sur la nature géographique de ce territoire (par exemple population urbaine par opposition à population rurale), ou sur d'autres critères tels que la langue, la nationalité, l'ethnie. L'étude des populations relève de la démographie, de la sociologie et de la géographie humaine.
On distingue parfois la "population" d'un pays (ensemble des personnes physiques qui résident sur le territoire national, durablement ou temporairement) du peuple qui désigne la communauté des individus au sein de cette population, souvent vu sous l'angle politique.